# Bobby Freeman (Sänger)
Bobby Freeman (* 13. Juni 1940 in Alameda County als Robert Thomas Freeman; † 23. Januar 2017 in Daly City, Kalifornien, USA) war ein amerikanischer Soul-Sänger, der Songs für das Label Autumn Records in San Francisco aufnahm. Er wurde bekannt durch seinen 1958er-Hit Do You Want to Dance? und seinen Top-Ten-Hit von 1964 C’mon and Swim. Die letztere Aufnahme wurde geschrieben und aufgenommen von dem 19-jährigen Sylvester Stewart, der später als Sly Stone bekannt wurde.
Freeman begann seine Karriere im Alter von 14 Jahren in einer Band namens Romancers. Diese erhielten einen Plattenvertrag bei dem „Dootone Label“. Mit 17 Jahren hatte er seinen großen Erfolg „Do You Want To Dance?“, den er selbst geschrieben und komponiert hatte. Danach folgten bis 1961 einige Hits, bis er nach einer kurzen Unterbrechung 1964 erneut in den Hitparaden notiert wurde. 1974 erschien noch eine Single, danach war von Freeman nichts mehr zu hören.

## Diskografie

### Singles
- 1958 Do You Wanna Dance? (US # 5)
- 1958 Betty Lou Got a New Pair of Shoes (US # 37)
- 1958 Need Your Love (US # 54)
- 1959 Mary Ann Thomas (US # 90)
- 1959 Ebb Tide (US # 93)
- 1960 (I Do the) Shimmy Shimmy (US # 37)
- 1961 The Mess Around (US # 89)
- 1964 C'mon and Swim (US # 5)
- 1964 S-W-I-M (US # 56)
- 1974 Everything's Love[2]

### Alben
- 1958 Do You Wanna Dance
- 1959 Get in the Swim
- 1960 Loveable Style of Bobby Freeman
- 1964 C'mon and Swim

## Coverversionen vonDo You Wanna Dance?(Auswahl)
- Del Shannon (1961)
- Bobby Vee (1961)
- The Four Seasons (1964)
- The Rivieras (1964)
- The Beach Boys (1965)
- Johnny Rivers (1965)
- The Mamas and the Papas (1966)
- Bette Midler (1972)
- John Lennon (1975)
- T. Rex (1975)
- Puhdys (1977)
- Ramones (1977)
- Jan and Dean (1982)
- Neil Young (1984)
- Dave Edmunds (1985)
- The Queers (1995)
- Kim Carnes (1999)